# سند ۲۰۳۰ یونسکو
اهداف توسعه پایدار (به انگلیسی:  Sustainable Development Goals )، (اختصاری SDGs) با عنوان رسمی دگرگونی جهان ما: دستور کار ۲۰۳۰ برای توسعهٔ پایدار (به انگلیسی: Transforming our world: the 2030 Agenda for Sustainable Development)؛ مجموعه‌ای از اهداف هستند که به آینده مربوط می‌شوند. رؤسای دولت‌ها، نمایندگان بلندپایهٔ نهادهای تخصصی سازمان ملل متحد و جامعهٔ مدنی در سپتامبر ۲۰۱۵ گرد هم آمدند و در مجمع عمومی سازمان ملل متحد، دستورکار توسعهٔ پایا ۲۰۳۰ را تصویب کردند. این دستورکار که جایگزین اهداف توسعهٔ هزاره شد، شامل ۱۷ هدف اصلی و ۱۶۹ هدف ویژه است که نقشهٔ راه جامعهٔ بین‌المللی را در زمینه توسعهٔ پایا برای پانزده سال آینده ترسیم می‌کند.
به گفتهٔ بان کی‌مون، دبیرکل سازمان ملل متحد: «این دستورکار وعده‌هایی است که توسط رهبران کشورها به مردم سراسر جهان داده شده است. این سند دستورکاری برای مردم، پایان بخشیدن به فقر در همه اشکال آن و برای کرهٔ زمین، خانهٔ مشترک ماست.
اهداف این دستورکار باید از اول ژانویه ۲۰۱۶ در کشورها عملیاتی شوند و راهنمای تصمیمات ما برای پانزده سال آینده قرار گیرند. همهٔ ما باید برای اجرای این دستورکار با توجه به ظرفیت‌ها و واقعیت‌های ملی و سطوح توسعه در کشورهای خود و احترام به سیاست‌ها و اولویت‌های ملی، منطقه‌ای و جهانی کار کنیم».
این اهداف توسط سازمان ملل تعریف شده‌اند و به عنوان اهداف جهانی برای توسعه پایا ترویج شده‌اند. اهداف توسعه پایا از ۲۰۱۵ تا ۲۰۳۰ اجرا می‌شوند. این دستور کار، بر اصول کرامت و حقوق بشر، عدالت اجتماعی، صلح، شمول اجتماعی و حفاظت و تنوع قومی، فرهنگی و زبانی و نیز بر مسئولیت مشترک و پاسخگویی استوار است. بیانیه و برنامه عملی که بر مبنای هدف ۴ اهداف توسعه پایا با رهبری یونسکو و همکاری ارگان‌های دیگر سازمان ملل شکل گرفت به نام آموزش ۲۰۳۰ و در ایران با نام سند ۲۰۳۰ یونسکو (به انگلیسی: 2030 Education) معروف شد با جزئیات بیشتر و برنامهٔ عملی برای اجرایی کردن هدف ۴ و در هماهنگی با اهداف ۵، ۶، ۹، ۱۱، ۱۳، ۱۴، ۱۵ و ۱۶ تهیه شده است. خامنه‌ای در آخرین مراحل جلوی پیوستن ایران به این سند را گرفت.

## اهداف
اهداف اصلی توسعهٔ پایا مورد توافق ۱۹۳ کشور عبارتند از:
1. بی‌فقر: به تمام انواع فقر در هر کجا باشد پایان دهیم. تأکید بیشتر بر فقر دانش.
2. بی‌گرسنگی: به تمام گرسنگی پایان دهیم، به امنیت غذایی و تغذیه سالم برسیم، و کشاورزی پایا را ارتقاء دهیم.
3. سلامتی مطلوب: زندگی سالم را تضمین کنیم و برای همه در همه سنین سطح سلامتی را بهبود بخشیم.
4. کیفیت آموزش: آموزش با کیفیت برای همه میسر و مساوی باشد و فرصت‌های یادگیری برای همه در تمام طول عمر فراهم شود.
5. برابری جنسیتی: به برابری جنسیتی برسیم و تمامی دختران و زنان قدرتمندتر گردند.
6. آب سالم و بهداشت: آب تصفیه شده و سالم در دسترس همه قرار گیرد و امکانات بهداشتی برای همه فراهم باشد.
7. انرژی ارزان و تجدیدپذیر: دسترسی به منابع انرژی ارزان، مطمئن، پایا و مدرن برای همه فراهم شود.
8. کار و اقتصاد خوب: رشد اقتصادی پایا، فراگیر و با ثبات
9. زیرساخت خوب و نوآوری: ساخت زیر ساختار مقاوم، ارتقای صنعت پایا و عمومی، و ارائه نوآوری.
10. کاهش نابرابری: کاهش نابرابری در کشورها و بین آنها.
11. شهرها و جوامع پایا: شهرها و اقامتگاه‌های بشری را عمومی، امن، مقاوم و پایا سازیم.
12. استفادهٔ امن از منابع: تضمین مصرف پایا و الگوهای مصرف.
13. اقدام دربارهٔ آب وهوا: اقدامات فوری برای مبارزه با تغییر آب و هوا و عوارض ناشی از آن با کاهش تولید گازهای گلخانه‌ای.
14. اقیانوسهای پایا: حفظ و استفاده پایا از اقیانوس‌ها، دریاها و منابع دریایی برای توسعهٔ پایا.
15. استفادهٔ پایا از زمین: حفظ، بازیابی و بهبود استفاده پایا از اکوسیستم‌های خاکی، مدیریت پایا جنگل‌ها، مبارزه با بیابان‌زایی، متوقف کردن یا معکوس کردن روند تخریب زمین و متوقف کردن روند از دست رفتن تنوع زیستی
16. صلح و عدالت: ارتقای جوامع صلح‌آمیز و فراگیر برای توسعه پایا، فراهم کردن دسترسی به عدالت برای همه و ساخت مؤسسات کارآ، قابل اعتماد برای همه و در همه سطوح.
17. همکاری‌ها در توسعهٔ پایا: تقویت ابزارهای پیاده‌سازی و احیای همکاری‌های جهانی برای توسعهٔ پایا تحت نظارت سازمان ملل.

## واکنش جمهوری اسلامی ایران
سید علی خامنه‌ای رهبر جمهوری اسلامی اولین نفری بود که به این موضوع اعلام موضع کرد؛ وی در دیدار با معلمان گفت: «اینجا، مبنا اسلام است، مبنا قرآن است؛ اینجا جایی نیست که سبک زندگی معیوبِ ویرانگرِ فاسدِ غربی بتواند در اینجا این‌جور اِعمال نفوذ کند» او این‌گونه سندها را مخالف تاریخ و فرهنگ برخی کشورها از جمله ایران دانست و همچنین در مورد الزام‌آور بودن یا نبودن آن گفت: «یکی از کارهای استادان است؛ سند ۲۰۳۰ باید تبیین شود. این جزئی از یک سند بالادستی سازمان ملل است؛ سند توسعهٔ پایدار؛ دست‌هایی پشت سازمان ملل هستند که دارند برای همه چیز ملل دنیا منظومهٔ فکری تنظیم می‌کنند. این غلط و معیوب است؛ اینها چه حقی دارند که دربارهٔ سنت کشورها اظهارنظر کنند؛ همه‌اش هم «باید» است».
سخنگوی وزارت امور خارجه ایران بهرام قاسمی در تاریخ ۲۷ اردیبهشت ۱۳۹۶ اظهار داشت که موضع اصولی و تغییرناپذیر ایران اجرا نکردن قسمت‌هایی از سند ۲۰۳۰ است که با قوانین و باورهای دینی و اولویت‌های ملی و ارزش‌های اخلاقی جامعهٔ ایران در تناقض است.
در ۱۰ خرداد ۱۳۹۶ وزارت علوم جمهوری اسلامی ایران بیانیه‌ای بشرح زیر انتشار داد: «چارچوب اقدام آموزش ۲۰۳۰» صرفاً یک بیانیه است و در زمرهٔ پیمان‌نامه‌ها نمی‌گنجد و الزام‌آور نیست و کشورها مطابق با ساختار ملی خود می‌توانند آن را اجرا کنند. ضمناً این بیانیه توسط هیچ کشوری امضا نشده است. علی‌رغم الزام‌آور نبودن سند «چارچوب اقدام آموزش ۲۰۳۰»، جمهوری اسلامی ایران باز هم نسبت به آن اعلام تحفظ رسمی و مکتوب کرده و دامنهٔ شمول مفاد پذیرفته شده را محدود و مشروط کرده است».
سخنگوی کمیسون فرهنگی مجلس شورای اسلامی ایران در ۱۷ خرداد ۱۳۹۶ گفت سند ۲۰۳۰ غیرقانونی است و مجلس ایران آن را تصویب نکرده است.
در نخستین ماه‌های شروع به کار سید ابراهیم رئیسی، او این سند را لغو کرد و از ادامه اجرای ان جلوگیری کرد.
انسیه خزعلی، معاون زنان و خانوادهٔ رئیس‌جمهور در تاریخ ۸ بهمن ۱۴۰۱ در برنامهٔ شیوه شبکهٔ ۴ و در جواب معصومه ابتکار، معاون سابق زنان ریاست جمهوری در دولت حسن روحانی گفت که دولت سیزدهم سند ۲۰۳۰ را با حق تحفظ پذیرفته است. اما پس از مناظره در توییتر، گفتهٔ قبلی خود را تکذیب کرد.